# 496-os busz
A 496-os busz a budapesti agglomerációban közlekedő helyközi járat, Tóalmás és Tápiószecső között közlekedik. 2016. október 2-áig 2322-es jelzéssel közlekedett.

## Megállóhelyei
| 0  | Tóalmás, újtelep végállomás          | 20 | 440, 486, 487, 491, 492                       |
| 1  | Tóalmás, Árpád utca                  | 19 | 440, 486, 487, 491, 492                       |
| 2  | Tóalmás, posta                       | 18 | 440, 486, 487, 491, 492                       |
| 3  | Tóalmás, Rákóczi út                  | 17 | 486, 487, 491, 492                            |
| 4  | Tóalmás, Kossuth utca                | 16 | 486, 487, 491, 492                            |
| 5  | Tóalmás, szeszfőzde                  | 15 | 486, 487, 491, 492                            |
| 17 | Tápiószecső, községháza              | 3  | 485, 486, 487, 493, 494 1070, 1075            |
| 20 | Tápiószecső, vasútállomás végállomás | 0  | 485, 486, 487, 493, 494, 495, 497 S60 G60 Z60 |